# Rosa Cremón Parra
Rosa Cremón Parra (Differdange, 26 de octubre de 1914 - 26 de diciembre de 2005) fue enfermera, militante comunista, fundadora y secretaria de la Asociación Mujeres del 36 constituida en 1997, con el fin de transmitir su experiencia a las jóvenes de las nuevas generaciones y contribuir a que la historia no quede en el olvido. Su testimonio oral forma parte de la colección Fondo oral Mujeres del 36 que se conserva en el Archivo Histórico de la Ciudad de Barcelona.

## Biografía
Rosa Cremón Parra nació en Differdange una comuna de Luxemburgo el 26 de octubre de 1914. En 1918 su familia se trasladó a Longwy-Haut (Meurthe y Mosela), un pueblo minero donde trabajó su padre. Titulada en enfermería, hablaba francés, italiano y alemán.
Cuando estalló la guerra civil marchó a España con un grupo de voluntarios de la Confederación General del Trabajo (CGT) y del Partido Comunista Francés. Fue destinada a los Hospitales de las Brigadas Internacionales en Albacete, Murcia y Benicasim. Allí trabajó hasta que las Brigadas se retiraron. Cremón decidió quedarse para atender a los enfermos del Ejército de Evacuación. Confiada en la promesa de que saldrían de España por la costa alicantina en unos barcos, fueron retrocediendo hasta Alicante. El 29 de marzo de 1939 fueron rodeados por los fascistas alemanes e italianos. Rosa dio a luz a su hija Elvira en el suelo de un campo de almendros, en Alicante.
En 1941 fue detenida, acusada y condenada por un delito contra la Seguridad del Estado. Estuvo presa en la cárcel de Ventas donde trabajó para mejorar las condiciones de vida de las presas, según cuenta Tomasa Cuevas en su libro Testimonios de mujeres en las cárceles franquistas. También estuvo en diversas prisiones cumpliendo condena y trabajando como enfermera pues, a pesar de que el partido les había dado la orden de no colaborar en nada, a la vista del estado en que se encontraban las presas y los hijos de estas, decidieron organizarse. Inventaron todo tipo de trucos para socorrerse unas a otras, mejorando las condiciones de vida y reduciendo con ello el alto índice de mortalidad.
En 1946 salió en libertad. El 19 de junio de 1947, la edición de la mañana del Diario ABC, publicaba la noticia sobre el Consejo de Guerra que se había celebrado el día anterior en el que se juzgaba a los implicados en un atraco a una carnicería, a sus cómplices y encubridores

Rosa Cremón prestó servicios de enfermera a uno de los atracadores heridos sin dar parte al Juzgado.

En 1955 consiguió la libertad definitiva, tras pasar por las prisiones de Ventas y de Segovia. Continuó siendo militante del Partido Comunista de Cataluña. Murió el 26 de diciembre de 2005.
Su testimonio forma parte del libro Nosotras que perdimos la paz, (2005) de Llum Quiñonero.

## Las mujeres del 36
En 1997, Rosa junto a un grupo de mujeres mayores de 80 años, constituyeron la asociación “Dones del 36” con el fin de recordar a las nuevas generaciones que los avances políticos y sociales de los que hoy disfruta la mujer datan de una lucha que se hace patente en 1931 con el advenimiento de la República. Y asimismo, para intentar que la historia no caiga en el olvido. Durante los diez años que duró la asociación, llevaron a cabo 179 charlas en institutos, 35 en universidades, 185 entrevistas personales, además de intervenciones en programas de radio, documentales etc.
La asociación se disolvió en el año 2006 dada la edad de las asociadas.

### El fondo oral
El testimonio oral de Rosa fue recogido, junto con el de ocho mujeres más, por la historiadora Mercedes Vilanova y la antropóloga Mercedes Fernández Martorell. El material fue donado, en 1997, al Archivo Histórico de la Ciudad de Barcelona y desde entonces es una de las colecciones que se conservan y puede ser consultadas en el Fondo oral Mujeres del 36.